# Hypopterygium spectabile
Hypopterygium spectabile là một loài Rêu trong họ Hypopterygiaceae. Loài này được (Reinw. & Hornsch.) Müll. Hal. mô tả khoa học đầu tiên năm 1850.